# Pseudozeuxo
Pseudozeuxo is een geslacht van naaldkreeftjes (Tanaidacea) uit de familie van de Pseudozeuxidae. De wetenschappelijke naam van het geslacht werd voor het eerst geldig gepubliceerd in 1982 door Sieg.

## Soorten
- Pseudozeuxo belizensis Sieg, 1982
- Pseudozeuxo fischeri Segadilha & Serejo, 2020[2]